# Miś Fantazy
Miś Fantazy – serial animowany dla dzieci powstający w poznańskim TV Studio Filmów Animowanych na zamówienie TVP1. Serial realizowany jest w technice animacji 2D i składa się z 13 odcinków po 13 minut. 

## Opis
Miś Fantazy powstał na podstawie powieści Ewy Karwan-Jastrzębskiej Miś Fantazy w Krainie Wiecznego Słońca (Wydawnictwo Muza, 1994) oraz Miś Fantazy poznaje tajemnicę Kryształu (Bertelsmann Media Świat Książki, 1997). Autorką czarno-białych rysunków do pierwszego tomu jest Jolanta Marcolla, drugi tom zilustrowała Joanna Sedlaczek i ta właśnie wizja postaci oraz świata przedstawionego powieści stała się podstawą do realizacji warstwy plastycznej filmu.
Historia Misia Fantazego zaczyna się na początku lat dziewięćdziesiątych, kiedy w familijnej audycji Radio Miś emitowanej na falach warszawskiego Radia Eska Ewa Karwan-Jastrzębska czytała pisane przez siebie bajki. Postać niebieskiego misia i jego przyjaciół z Krainy Wiecznego Słońca zyskała wówczas popularność wśród dzieci i dorosłych, a wydanie wymienionych tomów było naturalną konsekwencją tego zainteresowania. W 2001 roku, na pytanie w ankiecie CBOS o książkę, którą koniecznie trzeba przeczytać swoim dzieciom, 6% respondentów wskazało Misia Fantazego. Kilkadziesiąt zawartych tam nowel i opowiadań, to jedynie część obszernego materiału literackiego, który autorka zebrała w trakcie 350 audycji.
Po radiowym i książkowym wcieleniu niebieskiego misia w 2005 przyszedł czas na realizację filmową. Autorka literackiego pierwowzoru oraz Marek Karwan-Jastrzębski dokonali wyboru i napisali scenariusze do czołówki i wszystkich 13 epizodów serii Miś Fantazy. Joanna Sedlaczek jest autorką scenografii filmu. 
Dla poznańskiego studia, nad pierwszą serią Misia Fantazego pracuje ekipa 60 specjalistów z różnych dziedzin animacji. TV SFA przeprowadza wśród dzieci badania focusowe, żeby dokładnie określić preferencje młodej widowni. Jest to największa od lat tego typu produkcja Telewizji Publicznej, która deklaruje nową politykę prorodzinną firmy i chęć kontynuowania znakomitych tradycji polskiego filmu rysunkowego dla dzieci.
Pilotażowy odcinek Niebieski Miś, pokazany 9 kwietnia 2007 na antenie Jedynki, według danych TNS OBOP zebrał blisko 3 milionową publiczność a prezentacja projektu oraz już gotowych epizodów na Targach MIPCOM 2006 i 2007 w Cannes spotkała się z zainteresowaniem 70 światowych stacji telewizyjnych. Premiera serialu odbyła się w Poniedziałek Wielkanocny 24 marca 2008 w paśmie wieczorynkowym.

## Twórcy
- Scenariusz i dialogi: Ewa Karwan-Jastrzębska, Marek Karwan-Jastrzębski
- Główny reżyser serii: Robert Turło
- Reżyseria i efekty specjalne obrazu: Paweł Czarzasty, Joanna Jasińska-Koronkiewicz, Andrzej Kukuła, Marzena Nehrebecka, Waldemar Mordarski, Robert Turło, Artur Wrotniewski
- Scenografia: Joanna Sedlaczek
- Projekty animacyjne postaci: Elżbieta Kandziora
- Dekoracje: Joanna Sedlaczek, Anna Sita, Anna Dudek, Ewelina Stefańska, Krzysztof Różański, Marzena Nehrebecka
- Muzyka i wykonanie: Maciej Zieliński
- Layout: Piotr Giersz, Lesław Budzelewski, Andrzej Kukuła, Janusz Gałązkowski, Andrzej Morawski, Elżbieta Kandziora
- Animacja: Elżbieta Kandziora, Ewa Rodewald, Agnieszka Szcześniak, Janusz Gałązkowski, Waldemar Szajkowski, Jarosław Maik, Piotr Giersz, Beata Strzelecka, Grażyna Firląg i inni
- Kopiowanie i malowanie 2D: Alina Góral, Violetta Olejniczak, Violetta Pawlewska, Elżbieta Bejger, Janina Raczkowska, Katarzyna Jaszczak i inni
- Zdjęcia 2D: Andrzej Kukuła, Joanna Jasińska-Koronkiewicz, Krzysztof Napierała, Marzena Nehrebecka, Waldemar Mordarski, Mikołaj Plichowski, Krzysztof Rusinek, Robert Turło, Artur Wrotniewski, Ewelina Stefańska
- Montaż obrazu: Krzysztof Napierała
- Efekty dźwiękowe: Cezary Joczyn
- Tekst piosenki czołówki: Ewa Karwan-Jastrzębska
- Wykonanie piosenki: Agnieszka Wilczyńska
- Zgranie, TVP S.A.: Wiesław Jurgała
- Reżyseria dialogów: Dorota Kawęcka
- Redakcja: Katarzyna Komorowska
- Kierownictwo produkcji: Mariola Feliszkowska
- Producent, TV SFA: Ewa Sobolewska
- Produkcja: TV Studio Filmów Animowanych.Poznań
- Producent: Telewizja Polska S.A.

## Obsada
- Grzegorz Drojewski – Miś Fantazy
- Agnieszka Kunikowska – Julka
- Marek Barbasiewicz – Prospero
- Jarosław Boberek –
  - Żuczek Wesołek,
  - Wąż Gagatek (odc. 2),
  - marynarze (odc. 7),
  - szary kot (odc. 9)
- Agnieszka Fajlhauer – Zagadka
- Joanna Wizmur – Żaba Kapa Kapa (odc. 1-7, 11)
- Stanisława Celińska – Żaba Kapa Kapa (odc. 8-10)
- Miriam Aleksandrowicz – Żaba Kapa Kapa (odc. 12-13)
- Jacek Bończyk –
  - Lunaris (odc. 3),
  - Czarne Ptaszysko / Biały Kruk (odc. 4),
  - magik (odc. 5),
  - mieszkaniec dzikiej wyspy (odc. 6),
  - pirat (odc. 8)
- Łukasz Lewandowski – syn kapitana Szkarłatnej Perły (odc. 7)
- Ryszard Olesiński – kapitan Szkarłatnej Perły (odc. 7)
- Piotr Gogol – marynarze (śpiew) (odc. 7)
- Brygida Turowska –
  - Wielka Kotka (odc. 9),
  - Wróżka (odc. 11)
- Jacek Jarosz –
  - brązowy kot (odc. 9),
  - puchacz (odc. odc. 11)
- Anna Apostolakis – lewek Leoniusz (odc. 10)
- Mieczysław Morański –
  - Chudy Joe (odc. 12),
  - malinowiec Trąbuś (odc. 13)
- Wojciech Paszkowski –
  - Gruby Bill (odc. 12),
  - Złodziej Imion (odc. 13)

## Spis odcinków i ich reżyserzy
1. Niebieski Miś reż. Robert Turło
2. Tajemnica Kryształu reż. Robert Turło
3. Księżycowa Kraina reż. Andrzej Kukuła
4. Czarne Ptaszysko reż. Artur Wrotniewski
5. Magiczny Cylinder reż. Marzena Nehrebecka & Waldemar Mordarski
6. Księga Prospera reż. Paweł Czarzasty
7. Szkarłatna Perła reż. Andrzej Kukuła
8. Złamana Pieczęć reż. Paweł Czarzasty
9. Wyspa Kotów reż. Marzena Nehrebecka & Waldemar Mordarski
10. Kraina Zielonych Pagórków reż. Andrzej Kukuła
11. Kostka Zagadki reż. Joanna Jasińska-Koronkiewicz
12. Busola Latariusza reż. Paweł Czarzasty
13. Imieniny Fantazego reż. Robert Turło

## Festiwale
- 43th Annual Worldfest Houston International Film Festival, Houston, USA 2010
- The 4th Lola Kenya Children's Screen Festival, Nairobi, Kenya 2009
- XXIII International Film Festival for Children, Hamedan, Iran 2009
- XIX Cairo International Film Festival for Children, Egipt 2009
- Festival Internacional De Cinema De Animação De Espinho, Portugalia 2008
- 25. Chicago International Children's Film Festival, Chicago 2008
- 7th International Animation Film Festival in Vilnius "Tindirindis", Litwa 2008
- 23th Cinekid International Film Festival, Amsterdam 2008
- International Animated Film Festival "Animadrid 2008", Hiszpania 2008
- 32. Ottawa International Animation Festival, Kanada 2008
- International Children Film Festival, Giffoni, Włochy 2008
- 1. Międzynarodowy Festiwal Filmów Animowanych Animator, Poznań 2008
- 6. Festiwal Nowego Filmu Polskiego "Filmland Polen", Hannover-Hamburg-Berlin 2008
- 22. Tarnowska Nagroda Filmowa, Tarnów 2008
- 48th International Festival for Children and Youth, Zlin, Czechy 2007
- XIII Ogólnopolski Festiwal Autorskich Filmów Animowanych OFAFA, Kraków 2007
- 19. Festiwal Filmu Polskiego w Ameryce, Chicago 2007
- Festiwal Filmów Niezwykłych, Kielce 2007
- 15. Festiwal Polskich Wideoklipów Yach Film, Gdańsk 2006

## Nagrody
- SILVER REMI AWARD w kategorii filmu animowanego dla dzieci, Złamana Pieczęć w reż. Pawła Czarzastego, 43th Annual Worldfest - Houston International Film Festival, Houston, USA 2010
- GOLD REMI AWARD w kategorii filmu animowanego dla dzieci, Księżycowa Kraina w reż. Andrzeja Kukuły, 43th Annual Worldfest - Houston International Film Festival, Houston, USA 2010
- BEST TV SERIES AWARD dla odcinka Złamana Pieczęć w reż. Pawła Czarzastego, The 4th Lola Kenya Screen Festival, Nairobi, Kenya 2009
- BEST ANIMATION AWARD dla odcinka Złamana Pieczęć w reż. Pawła Czarzastego, The 4th Lola Kenya Screen Festival, Nairobi, Kenya 2009
- Nagroda główna MALOWANY KOGUT dla odcinka Szkarłatna Perła w reż. Andrzeja Kukuły przyznana przez Jury Dziecięce przeglądu "Kino Młodego Widza" podczas 22 Tarnowskiej Nagrody Filmowej, Tarnów 2008